# Antonio Alamanni
Antonio Alamanni (Firenze, 5 aprile 1464 – Firenze, 2 marzo 1528) è stato un poeta italiano.

## Biografia
Fu ostile ai Medici e ricoprì diverse cariche pubbliche sotto la Repubblica: nei Dodici Buonomini nel 1508, vicario della Valdicecina nel 1509, di San Giovanni Valdarno nel 1518 e castellano di Firenzuola nel 1525.
Compose sonetti di stile burchiellesco, scrisse quattro canti carnascialeschi (Il carro della Morte, Il trionfo dell'Età, Il trionfo dei quattro Elementi, Il canto degli ammogliati) e una commedia di argomento spirituale, intitolata la Conversione di santa Maria Maddalena (1521). Compose inoltre l'opera burlesca Etimologia del Beccafico. Morì di peste.